# Grielum cuneifolium
Grielum cuneifolium är en tvåhjärtbladig växtart som beskrevs av Schinz. Grielum cuneifolium ingår i släktet Grielum och familjen Neuradaceae. Inga underarter finns listade i Catalogue of Life.